# 鋸棘巨棘花鱸
鋸棘巨棘花鱸，為輻鰭魚綱鱸形目鱸亞目鮨科的其中一種，分布於印尼海域，體長可達23.7公分，為底棲性魚類，屬肉食性，生活習性不明。

## 擴展閱讀
維基物種上的相關：鋸棘巨棘花鱸